# 福普山

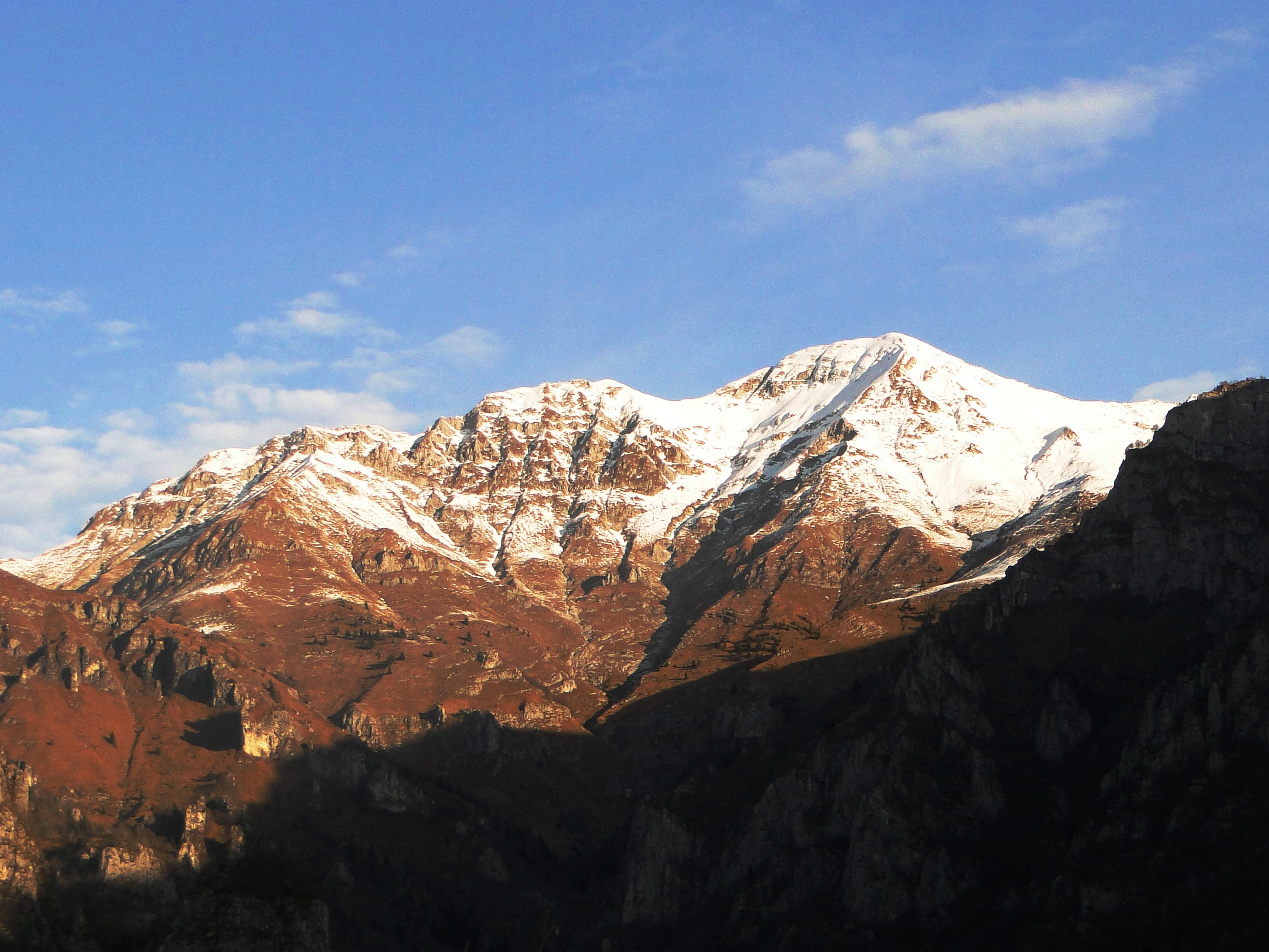

45°56′00″N 9°51′51″E / 45.93333°N 9.86417°E
福普山（義大利語：Cima del Fop），是意大利的山峰，位於該國北部，由倫巴第大區負責管轄，屬於柏加馬前阿爾卑斯山脈的一部分，該山峰海拔高度2,322米。